# مرز درونی آلمان
مرز داخلی آلمان یا مرز بین آلمان شرقی و آلمان غربی (آلمانی: Innerdeutsche Grenze) مرزی بین جمهوری دموکراتیک آلمان (آلمان شرقی) و جمهوری فدرال آلمان (آلمان غربی) بود که از سال ۱۹۴۹ تا ۱۹۹۰ برقرار بود. این مرز ۱۳۹۳ کیلومتری از طرفی به دریای بالتیک و از طرفی به چکسلواکی متصل بود.
مرز درونی آلمان بازنمود فیزیکی مفهوم پرده آهنین بود که بلوک شرق و بلوک غرب را در دوران جنگ سرد از یکدیگر جدا می‌کرد. این مرز همچنین خط مرز بین دو سیستم اقتصادی سرمایه‌داری و سوسیالیسم را نشان می‌داد. سازه فیزیکی این مرز توسط آلمان شرقی ساخته‌شد و در دوران ۴۵ ساله پابرجایی آن، حدود هزار شهروند آلمان شرقی در تلاش برای عبور از آن جان باختند.
دیوار برلین از لحاظ مفهومی مشابه و از لحاظ فیزیکی جدا از مرز درونی بود و برلین غربی را محصور می‌کرد.